# Christen Dalsgaard

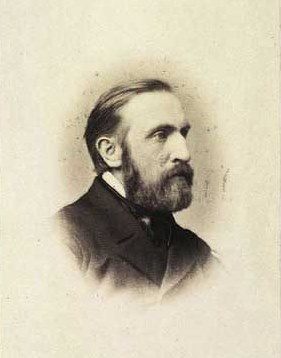
Christen Dalsgaard, 1866

Christen Dalsgaard (Skive, 30 oktober 1824- Sorø, 11 februari 1907) was een Deense kunstschilder. Hij schilderde landschappen en interieurs. 

## Leven
Hij studeerde aan de Koninklijke Deense Kunstacademie (Kopenhagen), en was professor aan de Sorø Akademi.

## Schilderijen

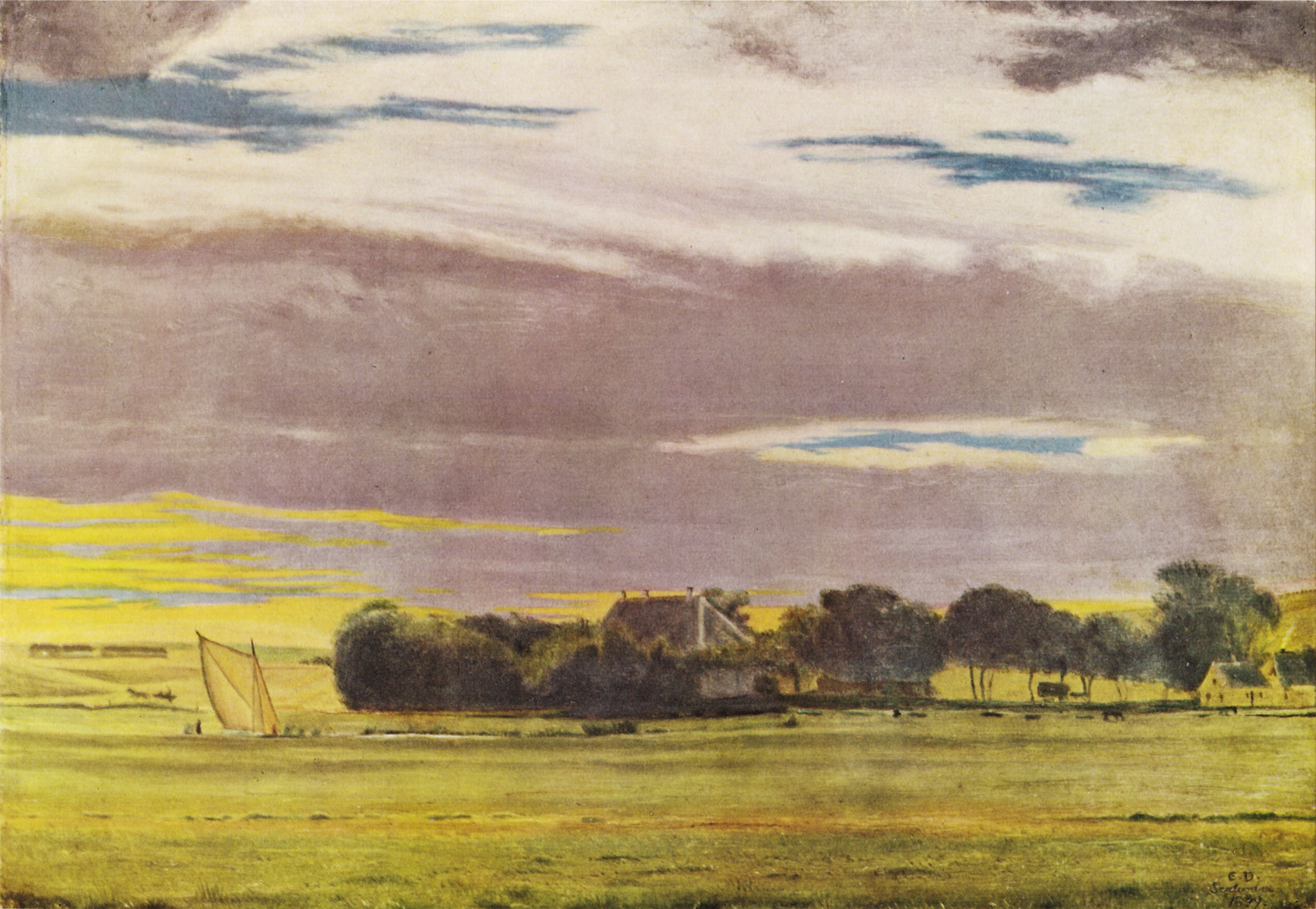
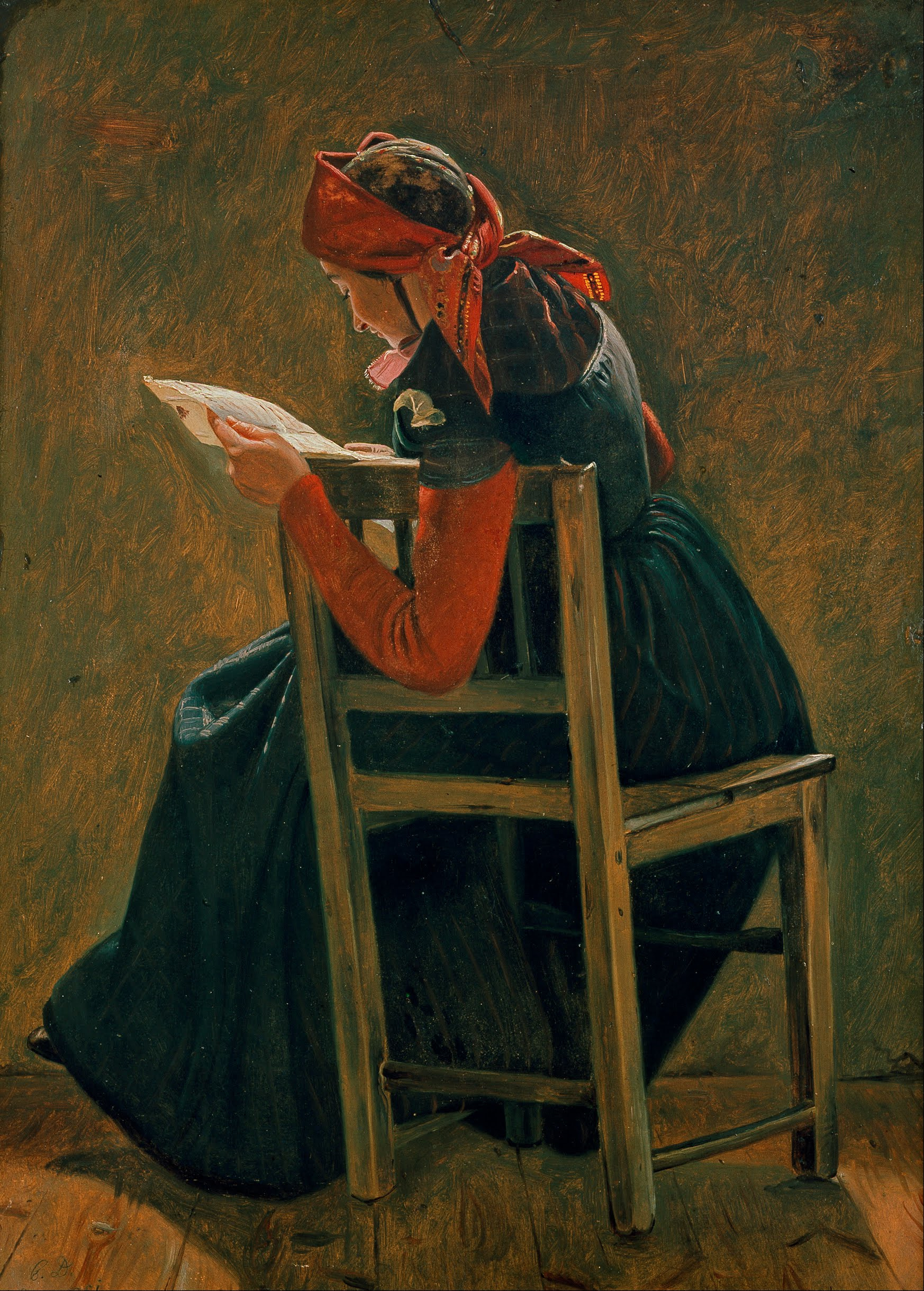
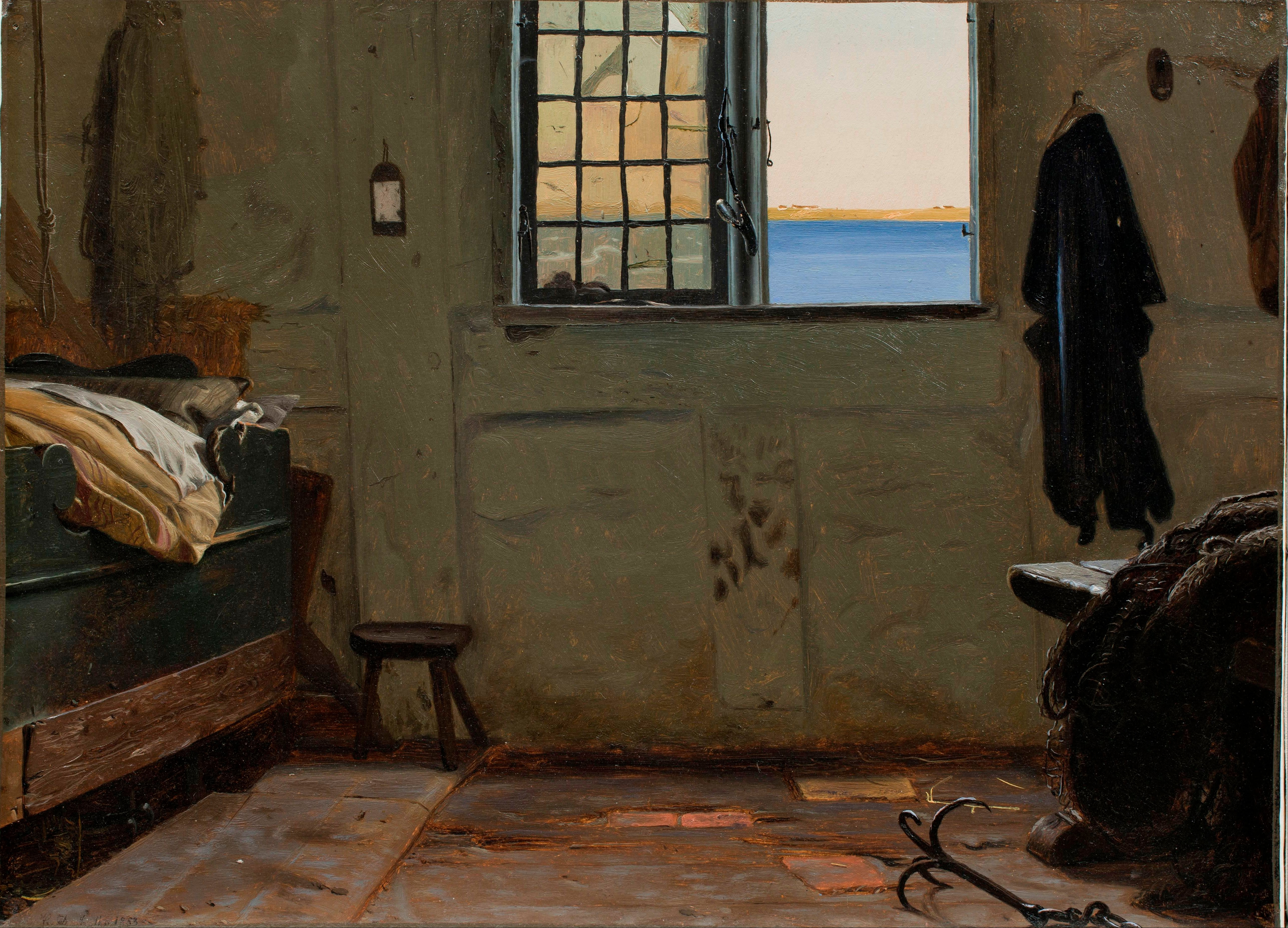
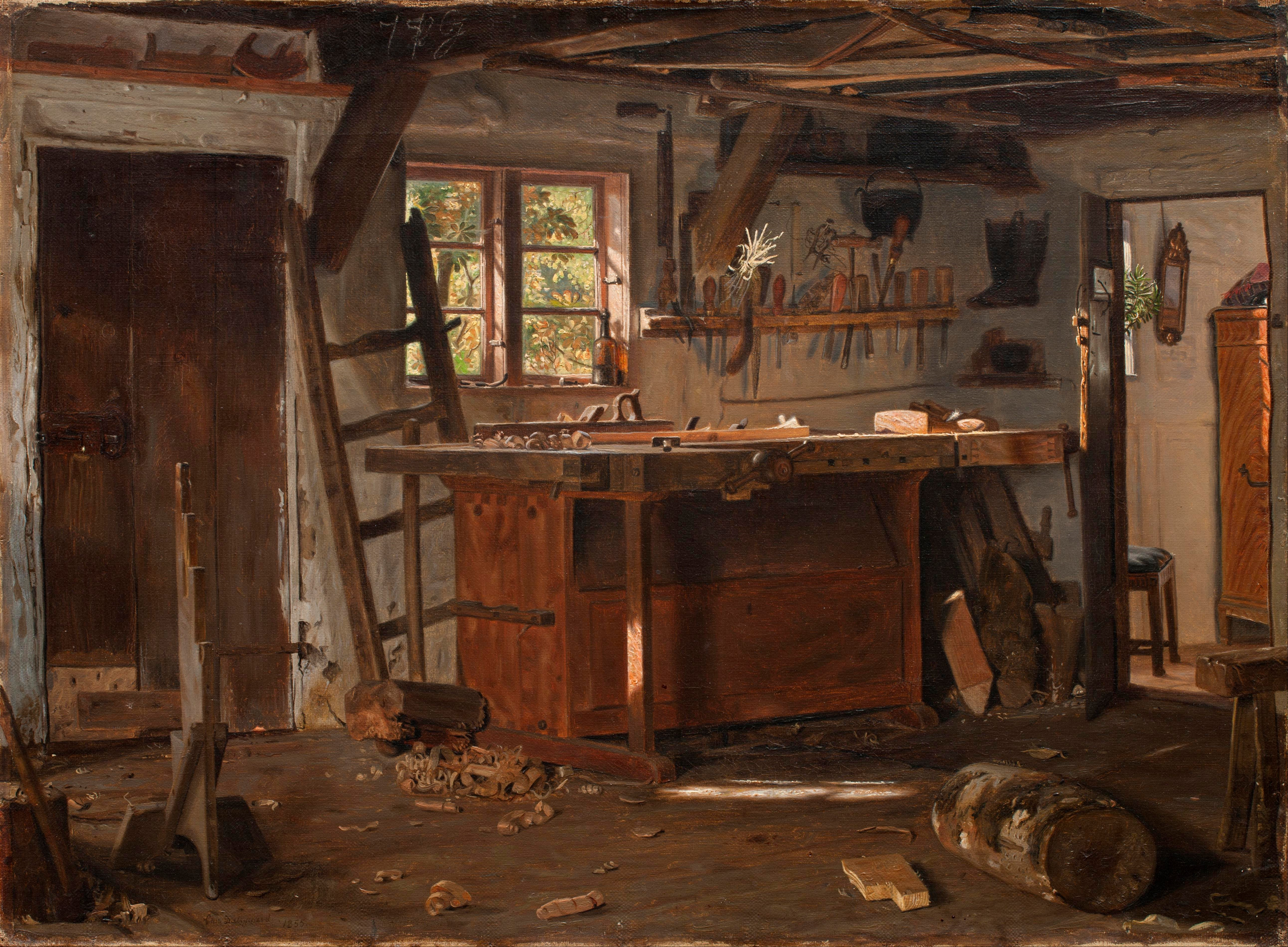
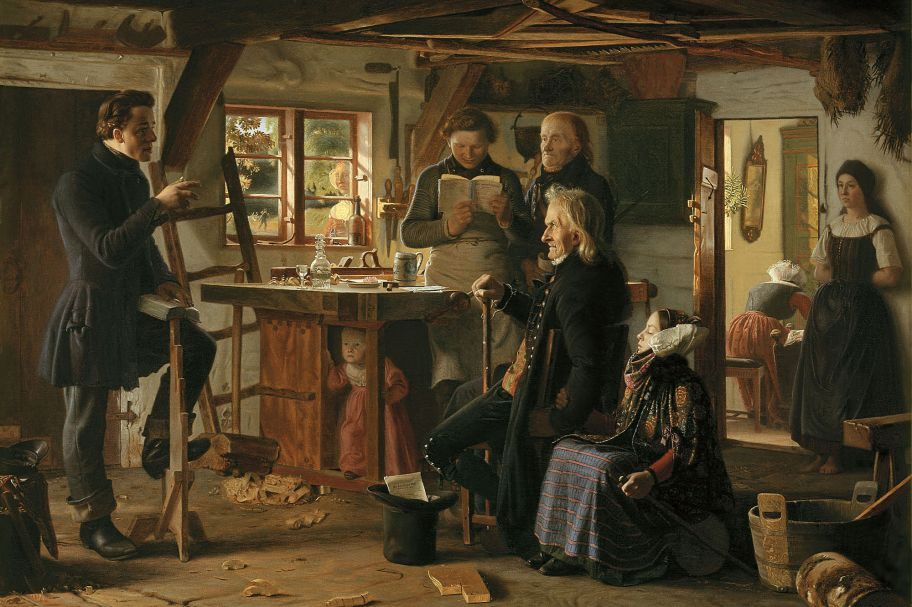

- Bibliothèque nationale de France: cb136021293 (data)
- Gemeinsame Normdatei: 131902652
- International Standard Name Identifier: 0000 0000 6688 222X
- KulturNav: 3eef04ce-ee5b-43da-8794-77c0cc387dec
- Library of Congress Control Number: nr99032147
- RKD-Nederlands Instituut voor Kunstgeschiedenis: 19781
- Système universitaire de documentation: 053511808
- Union List of Artist Names: 500031894
- Virtual International Authority File: 25148995768559750879